# Вишванатан Ананд
Вишваната́н (Ви́ши) А́на́нд (там. விசுவநாதன் ஆனந்த்; род. 11 декабря 1969, Мадрас) — индийский шахматист, гроссмейстер (1988), чемпион мира по версии ФИДЕ (2000—2002), 15-й чемпион мира (2007—2013).

## Шахматная карьера
С шахматами познакомился в шесть лет. Первым учителем была его мама. В 1983 году в 14 лет выиграл юношеский чемпионат Индии с результатом 9 из 9. Стал самым юным индийцем, добившимся звания международного мастера, в 1984 году. В 16 лет стал чемпионом Индии, а в дальнейшем выигрывал чемпионат ещё дважды. В 1987 году он стал первым представителем Азии, выигравшим звание чемпиона мира среди юношей. В 1988 году стал международным гроссмейстером, первым в Индии. Благодаря ему шахматы вновь стали очень популярными на его родине.

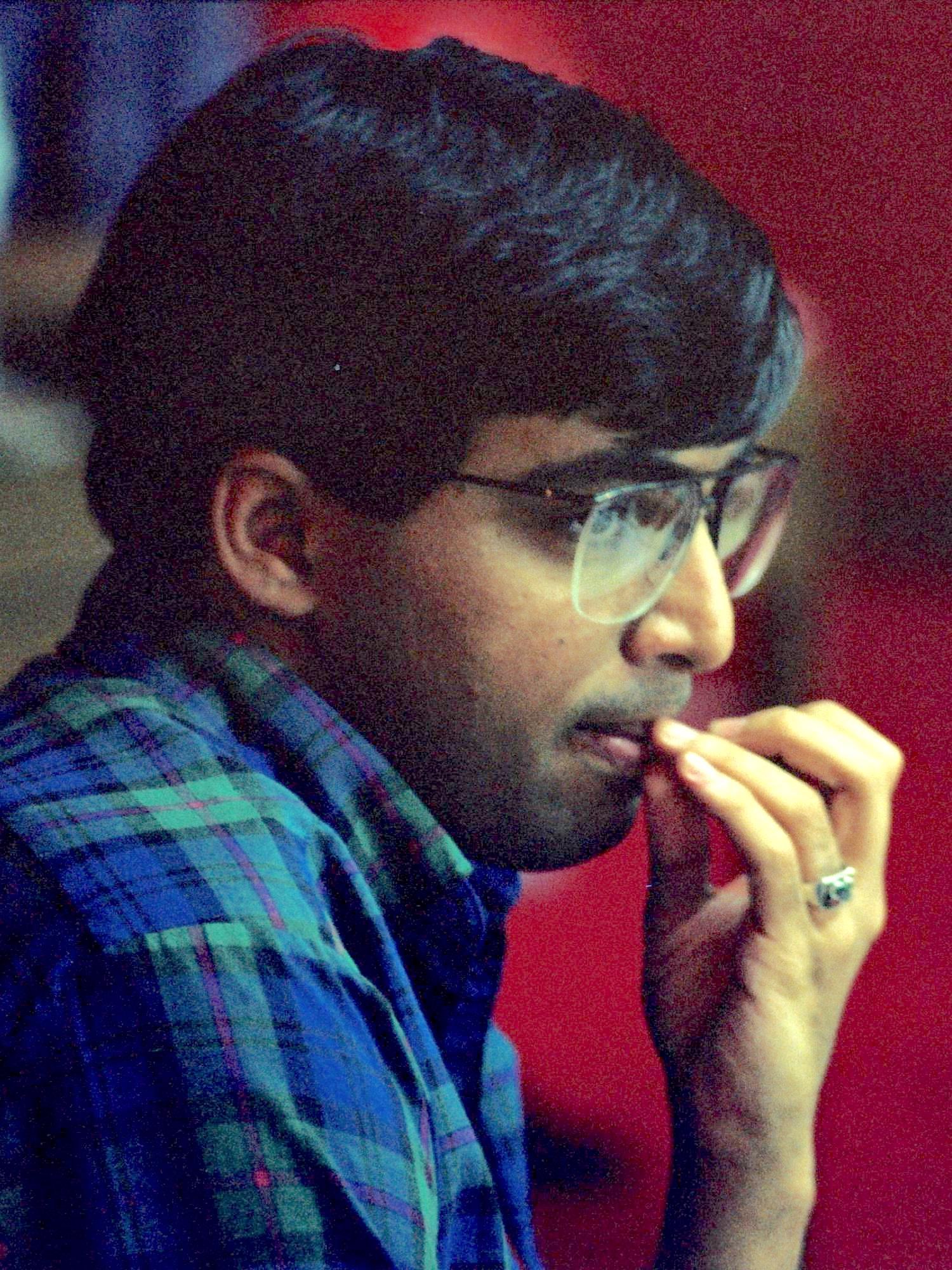
Ананд в 1992 году на шахматной олимпиаде в Маниле

С конца 1980-х годов играет в шахматы на высшем мировом уровне. В январе 1991 года выиграл турнир в Реджо-нель-Эмилии, опередив сильнейших шахматистов того времени — Гарри Каспарова и Анатолия Карпова. В августе того же года в напряжённой борьбе уступил в четвертьфинальном матче претендентов на первенство мира Анатолию Карпову 3.5:4.5. Сам ход поединка и игра молодого гроссмейстера из Индии для многих тогда оказались неожиданностью: считалось, что опытный Карпов должен был легко расправиться с новичком.
В 1994 году выиграл претендентские матчи к чемпионату мира по версии ПША у Олега Романишина 5:2, Майкла Адамса 5.5:1.5 и Гаты Камского 6.5:4.5. В 1995 году встретился в матче за звание чемпиона мира по версии ПША с Гарри Каспаровым. Этот финальный матч состоялся осенью в Нью-Йорке, во Всемирном торговом центре. Всё началось с восьми ничьих, хотя сами партии протекали очень интересно и были насыщены борьбой. В девятой партии Ананду удалось одержать победу, осуществив красивую жертву на ферзевом фланге. Но затем, неожиданно, он проиграл четыре из пяти партий и весь матч в целом со счётом 7½:10½.
В 1997 году принял участие в 1-м чемпионате мира ФИДЕ по нокаут-системе. Выиграв шесть напряжённейших мини-матчей, уже через несколько дней, после переезда из Гронингена в Лозанну, сел в финале за шахматную доску в матче из шести партий с Анатолием Карповым. Уставший Ананд проиграл на тай-брейке в своём «коронном виде» — быстрых шахматах. Основная часть матча была тогда сыграна вничью 3:3.
Выигрывал подряд три турнира в «продвинутые шахматы» — в 1999, 2000 и 2001 годах в испанском городе Леон. Он был признан лучшим игроком в «продвинутые шахматы». Ананд побеждал во многих престижных турнирах, в том числе в Вейк-ан-Зее (2003 и 2004), Линаресе (1998, 2007, 2008) и Дортмунде (2004).
Много раз Ананд выигрывал (1994, 1997, 2003 и 2005) турниры в Монако, на которых половина партий играется в быстрые шахматы, а половина — вслепую.
Ананд выиграл первый и второй Кубок мира ФИДЕ в 2000 году в Шэньяне (Китай) и в 2002 году в Хайдарабаде (Индия). Ананду шесть раз присуждался «Шахматный Оскар» — в 1997, 1998, 2003, 2004, 2007 и 2008 годах.

### Чемпион мира
В 2000 году выиграл чемпионат мира по нокаут-системе и стал чемпионом мира по версии ФИДЕ. В финальном матче, который проводился в Тегеране, Ананд победил Алексея Широва со счётом 3½:½.
В сентябре 2007 года в Мехико (через год после преодоления раскола в шахматном мире и проведения объединительного матча между чемпионом мира по версии ПША россиянином Владимиром Крамником и чемпионом мира по версии ФИДЕ болгарином Веселином Топаловым) проводится чемпионат мира в форме двухкругового супертурнира XXI категории. Ананд выигрывает этот турнир — чемпионат мира в Мексике с результатом в 9 очков из 14 (+4-0=10), опередив на одно очко Владимира Крамника, Бориса Гельфанда, а также Петера Леко, Левона Ароняна, Александра Морозевича, Александра Грищука и Петра Свидлера.
Ананд сохранял титул чемпиона мира по шахматам, трижды защитив его в матчах 2008, 2010 и 2012 годов. Виши Ананд — пока единственный в истории шахматист, кто завоёвывал высший титул в соревнованиях с тремя разными форматами: в турнире по нокаут-системе (2000 год), в круговом турнире (2007 год) и в очных матчах с претендентами.

### Лидер мирового рейтинга
Выиграв турнир в Линаресе в феврале-марте 2007 года, Ананд впервые в своей карьере вышел на первое место в мировом рейтинг-листе ФИДЕ (за апрель 2007 года) и оставался 1-м номером рейтинг-листа по июль 2008. Затем, вновь возглавлял рейтинг — лист ФИДЕ с 1.11.2010 по 1.01.2011 и с 1.03.2011 по 1.07.2011.
Ананд является шестым в истории шахмат игроком, возглавившим мировой рейтинг-лист с момента его введения в 1970 году (другие пять — Бобби Фишер, Анатолий Карпов, Гарри Каспаров, Владимир Крамник и Веселин Топалов), и четвёртым игроком, достигшим рейтинга в 2800 (после Каспарова, Крамника и Топалова).

### Чемпион мира по быстрым шахматам, победитель Кубка мира по блицу
В октябре 2003 ФИДЕ организовала турнир по быстрым шахматам (25 минут плюс 10 секунд за каждый ход). Этот турнир был назван чемпионатом мира по быстрым шахматам и проводился на побережье Средиземного моря Франции в Кап д’Аге (Cap d’Agde). Победив в финале Владимира Крамника, Ананд выиграл этот турнир, опередив десять сильнейших шахматистов мира.
Вишванатан Ананд 11 раз становился победителем знаменитого турнира по быстрым шахматам Chess Classic Mainz.
Вишванатан Ананд является на протяжении многих лет одним из признанных лидеров в мире по игре блиц. В 2000 году в Варшаве ФИДЕ проводился Кубок Мира по блицу (чемпионат мира по блицу в те годы не проводился), где Ананд победил, опередив более 500 участников, среди них сильнейших блицоров мира.
Также Ананд побеждал и занимал призовые места во многих сильнейших по составу турнирах по игре блиц.

### Матч с Владимиром Крамником
В 2008 году состоялся матч на первенство мира Ананд — Крамник. Он проходил с 14 октября по 2 ноября 2008 года в Бонне. В матче должно было быть сыграно 12 партий. Секундантами Ананда были П.-Х. Нильсен, Р. Касымджанов, Р. Войташек, С. Гангули. Секунданты Крамника: С. Рублевский, Л. Фрессине, П. Леко. Призовой фонд — 1,5 миллиона евро. Игровые дни: 14, 15, 17, 18, 20, 21, 23, 24, 26, 27, 29 и 31 октября. Контроль времени: 2 часа на 40 ходов, затем 1 час на 20 ходов и 15 минут до конца партии с добавлением 30 секунд на ход, начиная с 61-го. Ананд победил досрочно со счётом 6½:4½ (+3-1=7) и сохранил титул чемпиона мира.

### Матч с Веселином Топаловым
В мае 2010 года Ананд отстоял звание чемпиона мира, победив Веселина Топалова со счётом 6½:5½. По регламенту их матч состоял из 12 партий, победителем становился набравший 6½ очков. Призовой фонд — 2 миллиона евро. В случае ничейного счета предполагался тай-брейк. После 11 партий счёт был ничейным — 5½:5½, но решающую 12-ю партию Ананду удалось выиграть, причём чёрным цветом.

### Матч с Борисом Гельфандом
В 2012 году Ананд отстоял свой титул в матче с израильским гроссмейстером Борисом Гельфандом. После 12 партий с классическим контролем времени счёт был 6:6 (+1-1=10), поэтому чемпион мира, согласно регламенту, определялся в дополнительных партиях в быстрые шахматы. Соперникам предстояло сыграть четыре партии с контролем 25 минут до конца плюс 10 секунд на ход. Тай-брейк закончился со счётом 2½:1½ в пользу Вишванатана Ананда, который сохранил за собой титул чемпиона мира.

### Матч с Магнусом Карлсеном (2013)
Со счётом 3½:6½ уступил звание чемпиона мира в матче, проходившем в индийском городе Ченнаи. Соперником Ананда являлся норвежский шахматист Магнус Карлсен.

### Матч с Магнусом Карлсеном (2014)
Весной 2014 года победил в турнире претендентов. В ноябре 2014 года в Сочи проиграл матч действующему чемпиону мира Магнусу Карлсену со счётом 4½ : 6½.

## Стиль игры

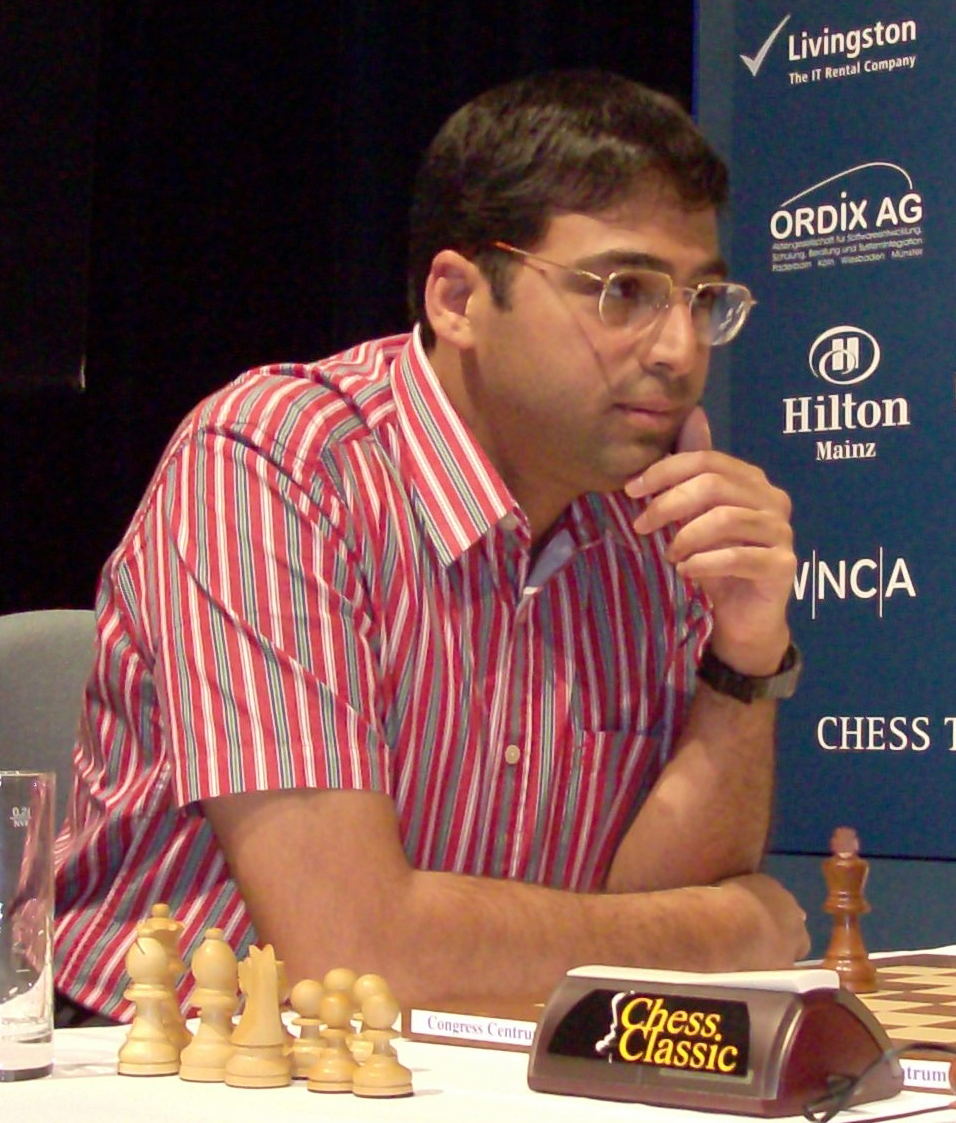

Ананд играет очень быстро, тратит на обдумывание ходов минимальное время, даже встречаясь с сильнейшими шахматистами мира. Он считается сильнейшим в мире в быстрых шахматах (время на всю партию от 15 до 60 минут) и в «блице» (5 минут).
Стиль игры Ананда не поддаётся однозначному определению и может быть назван универсальным. Его игра сбалансирована, и Ананд способен играть любую позицию на очень высоком уровне (у него нет чужих позиций). Обладает хорошей интуицией и врождённым чувством логики шахмат, которое не отказывает даже в самых запутанных ситуациях. Эти качества спасают от грубых ошибок и позволяют объективно оценивать позицию. Кроме того, Вишванатан Ананд очень силён в защите. С хладнокровием защищает позиции, в которых другие игроки быстро сдаются.
Известный гроссмейстер Алексей Широв так охарактеризовал стиль Ананда: «Глубочайшее чувство динамики, самый быстрый и точный расчёт». Пётр Свидлер дал такую характеристику чемпиону мира: «Очень серьёзная дебютная подготовка, блестящий практик, с моей точки зрения лучший защитник в мире».

## Имя
Имя «Ананд» он получил при рождении. Имя его отца — Вишванатан (Viswanathan). В соответствии с традицией, принятой в некоторых районах Южной Индии, его полное имя — Вишванатан Ананд, это можно перевести как Ананд сын Вишванатана.
Путаница с именем Ананда началась, когда он появился в Европе. Согласно европейским традициям, многие посчитали, что Вишванатан — это его имя (англ. first name или нем. Vorname), а Ананд — фамилия (англ. last name или нем. Nachname). В соответствии с европейской традицией в неформальной обстановке обращаться друг к другу посредством уменьшительных имён, а также в связи с трудностями в произношении, Вишванатан был сокращен до «Виши».
Жену Ананда зовут Аруна. Аруна — это её имя, полученное при рождении. Её отца зовут Анант (Ananth), до замужества её полное имя было Аруна Анант. После замужества она стала Аруной Ананд (изменилась только последняя буква).

## Личная жизнь
Ананд опубликовал книгу «Мои лучшие партии» в 1998 году и доработанную редакцию этой книги в 2001 году.
Виши Ананд любит группу Queen и Раджа Капура, пешие прогулки, интересуется астрономией, экономикой и текущими политическими событиями. Изучает немецкий язык.
Брахман. Вегетарианец. 9 апреля 2011 года у шахматиста родился сын по имени Ахилл.

## Шахматные титулы
- 1983 Чемпион Индии среди юношей до 14 лет
- 1985 Международный мастер — 16 лет
- 1985 Чемпион Индии — 16 лет
- 1987 Чемпион мира среди юношей
- 1988 Гроссмейстер
- 2000 Чемпион мира ФИДЕ
- 2000, 2002 Обладатель Кубка мира ФИДЕ
- 2003, 2017 Чемпион мира по быстрым шахматам ФИДЕ
- 2007 Чемпион мира

## Перечень спортивных результатов
| Год              | Турнир | Место проведения              | Очки/счёт                                  | Занятое место/результат      |
| ---------------- | --- | ----------------------------- | ------------------------------------------ | ---------------------------- |
| 1984             | Чемпионат Азии среди юношей до 20 лет. Финал                                                                                                  |                               | 2 из 3                                     | 1-е                          |
| 1984             | Чемпионат мира среди юношей до 20 лет | Килава (Финляндия)            | 7½ из 13                                   | 11—15-е                      |
| 1985             | Чемпионат мира среди юношей до 20 лет | Шарджа (ОАЭ)                  | 8½ из 13                                   | 4—9-е                        |
| 1985             | Турнир-опен «Lloyds Bank» | (Англия)                      | 4½ из 8                                    | 13—15-е                      |
| 1986             | Арабо-Азиатский чемпионат среди юношей | Египет                        | 6½ из 9                                    | 1-е                          |
| 1986             | Турнир VII категории | Нью-Дели (Индия)              | 4½ из 9                                    | 9-е                          |
| 1986             | Турнир VIII категории | Калькутта (Индия)             | 9 из 13                                    | 3—4-е                        |
| 1986             | Молодёжный турнир | Окем (Англия)                 | 6 из 9                                     | 2—5-е                        |
| 1986             | Турнир-опен «Lloyds Bank» | (Англия)                      | 4½ из 7                                    | 6—7-е                        |
| 1986             | Чемпионат мира среди юношей до 20 лет | Гаусдал (Норвегия)            | 8½ из 13                                   | 6—9-е                        |
| 1987             | Чемпионат мира среди юношей до 20 лет | Багио (Филиппины)             | 10 из 13                                   | 1-е                          |
| 1987             | Турнир IX категории | Москва                        | 7½ из 14                                   | 5—7-е                        |
| 1987             | Турнир VII категории | Куимбатор (Индия)             | 10½ из 13                                  | 1—2-е                        |
| 1987             | Турнир-опен | Филадельфия (США)             | 5 из 9                                     | 4-е                          |
| 1987             | Турнир VIII категории | Нью-Дели (Индия)              | 8 из 11                                    | 2-е                          |
| 1987             | Матч с Джонатаном Левиттом | Лондон (Англия)               | 2½ : 1½                                    | Победа Ананда                |
| 1987             | Турнир VIII категории | Фрунзе (СССР)                 | 8½ из 13                                   | 3-е                          |
| 1988             | Чемпионат Индии | Дели (Индия)                  | 14½ из 19                                  | 1-е                          |
| 1988             | Турнир VIII категории | Биль (Швейцария)              | 5½ из 11                                   | 5—6-е                        |
| 1988             | Турнир XIV категории | Реджо-нель-Эмилия (Италия)    | 4 из 9                                     | 7-е                          |
| 1988             | Шахматная олимпиада:1-я доска | Салоники (Греция)             | 8½ из 12                                   |                              |
| 1989             | Чемпионат Азии | Индия                         | 6 из 6                                     | 1-е                          |
| 1989             | Турнир XIII категории | Вейк-ан-Зее (Нидерланды)      | 7½ из 13                                   | 1—4-е                        |
| 1989             | Турнир XI категории | Гронинген (Нидерланды)        | 5½ из 9                                    | 2-е                          |
| 1990             | Чемпионат Азии | Индия                         | 5 из 6                                     | 1-е                          |
| 1990             | Шахматный фестиваль Престуич (Prestwich) | Манчестер (Англия)            | 6½ из 8                                    | 1-е                          |
| 1990             | Турнир XIII категории | Вейк-ан-Зее (Голландия)       | 6½ из 13                                   | 7—10-е                       |
| 1990             | Турнир-опен «Rome 1990» | Италия                        | 6 из 9                                     | 7—17-е                       |
| 1990             | Турнир-опен «Far East Bank 1990» | Гон-Конг                      | 9 из 10                                    | 1-е                          |
| 1990             | Турнир-опен «OHRA-B» | Амстердам                     | 5½ из 9                                    | 3—8-е                        |
| 1990             | Межзональный турнир | Манила (Филиппины)            | 8½ из 13                                   | 3—4-е                        |
| 1990             | Шахматная олимпиада: 1-я доска | Нови-Сад (Югославия)          | 7½ из 12                                   |                              |
| 1991             | Матч 1/8 финала чемпионата мира с А. Дреевым                                                                                                  | Мадрас(Индия)                 | 4½:1½                                      | Победа Ананда                |
| 1991             | Турнир XVII категории | Линарес (Испания)             | 6 (из 13)                                  | 9—11-е                       |
| 1991             | Турнир XIV категории | Мюнхен (Германия)             | 7 из 13                                    | 7-е                          |
| 1991             | Матч 1/4 финала чемпионата мира с А. Карповым                                                                                                 | Брюссель                      | 3½ : 4½                                    | Победа Карпова               |
| 1991             | Турнир XVII категории | Тилбург (Голландия)           | 8 из 14                                    | 3-е                          |
| 1991             | Турнир по быстрым шахматам «Paris Immopar rapid»                                                                                              | Париж                         | 4½ из 6                                    | 3—4-е                        |
| 1992             | Турнир XVIII категории | Реджо-нель-Эмилия (Италия)    | 6 из 9                                     | 1-е                          |
| 1992             | Гудрике-опен | Индия                         | 8 из 11                                    | 1—3-е                        |
| 1992             | Турнир XVII категории | Линарес (Испания)             | 7 из 13                                    | 5—7-е                        |
| 1992             | Турнир XVII категории | Дортмунд (Германия)           | 5 из 9                                     | 4-е                          |
| 1992             | Турнир XVI категории (Мемориал Эйве) | Амстердам (Голландия)         | 3½ из 6                                    | 1—2-е                        |
| 1992             | Матч с В. Иванчуком | Линарес (Испания)             | 5:3                                        | Победа Ананда                |
| 1992             | Мемориал Алехина, XVIII категория | Москва                        | 4½ из 7                                    | 1—2-е                        |
| 1992             | Турнир по быстрым шахматам «Paris Immopar rapid». Финальный матч с Г. Каспаровым                                                              | Париж                         | 1:1 — «быстрые», 0:2 — блиц                | Победа Каспарова             |
| 1993             | Турнир XVIII категории | Уолл-Стрит 5 (США)            | 7 из 8                                     | 1-е                          |
|                  | Турнир XVIII категории | Линарес (Испания)             | 8½ из 13                                   | 2—3-е                        |
|                  | Турнир — быстрые шахматы и игра вслепую | Монако                        | 5½ + 8½ = 14 (из 22)                       | 2-е                          |
|                  | Турнир XIV категории | Мадрид (Испания)              | 6 из 9                                     | 2—4-е                        |
|                  | Турнир XVI категории | Лас-Пальмас (Испания)         | 5½ из 9                                    | 2—3-е                        |
|                  | Турнир XVII категории | Амстердам (Голландия)         | 3½ (из 6)                                  | 1—3-е                        |
|                  | Межзональный турнир по версии ПША | Гронинген (Нидерланды)        | 7½ из 11                                   | 1—2-е                        |
| 1994             | Матч 1/4 финала чемпионата мира ФИДЕ с А. Юсуповым                                                                                            | Вейк-ан-Зее (Нидерланды)      | 4½ : 2½                                    | Победа Ананда                |
|                  | Турнир XVIII категории | Линарес (Испания)             | 6½ из 12                                   | 7-е                          |
|                  | Турнир — быстрые шахматы и вслепую | Монако                        | 8 + 9 = 17 из 22                           | 1-е                          |
|                  | Турнир по быстрым шахматам «Кремлёвские Звёзды». Финал с В. Крамником                                                                         | Москва                        | 2½:1½                                      | Победа Ананда                |
|                  | Матч 1/4 финала чемпионата мира ПША с О. Романишиным                                                                                          | Нью-Йорк (США)                | 5:2                                        | Победа Ананда                |
|                  | Матч 1/2 финала чемпионата мира ФИДЕ с Г. Камским                                                                                             | Сангинагар (Индия)            | 4:4 (0:2 — в доп. партиях)                 | Победа Камского              |
|                  | Матч 1/2 финала чемпионата мира ПША с М. Адамсом                                                                                              | Линарес (Испания)             | 5½:1½                                      | Победа Ананда                |
|                  | Турнир по быстрым шахматам серии ПША. Финальный матч с В. Иванчуком                                                                           | Лондон                        | 2½ : 2½                                    |                              |
|                  | Турнир XVIII категории | Буэнос-Айрес (Аргентина)      | 8½ из 14                                   | 2-е                          |
| 1995             | Турнир — быстрые шахматы и вслепую | Монако                        | 7+7½=14½ из 22                             | 2-е                          |
|                  | Финальный матч претендентов ПША с Г. Камским                                                                                                  | Лас-Пальмас (Испания)         | 6½ : 4½                                    | Победа Ананда                |
|                  | Турнир по быстрым шахматам серии Гран-При ПША                                                                                                 | Лондон (Англия)               | 6½ из 9                                    | 2-е                          |
|                  | Мемориал Таля, XVII категория | Рига                          | 7 из 10                                    | 2-е                          |
|                  | Турнир по быстрым шахматам серии Гран-При ПША                                                                                                 | Париж (Франция)               | 5 из 8                                     | 3-4-е                        |
|                  | Финальный матч чемпионата мира ПША с Г. Каспаровым                                                                                            | Нью-Йорк (США)                | 7½ : 10½ (+1-4=13)                         | Победа Каспарова             |
|                  | Турнир по быстрым шахматам серии Гран-При ПША                                                                                                 | Рейкьявик (Исландия)          | 3 из 6                                     | 3-4-е                        |
| 1996             | Турнир XVII категории | Вейк-ан-Зее (Нидерланды)      | 8 из 13                                    | 2-е                          |
|                  | Мемориал Эйве. Турнир XVIII категории | Амстердам (Нидерланды)        | 5 из 9                                     | 3-4-е                        |
|                  | Турнир — быстрые шахматы и вслепую | Монако                        | 7½+7½=15 из 22                             | 2-е                          |
|                  | Турнир по быстрым шахматам серии Гран-При ПША «Кремлёвские Звёзды»                                                                            | Москва                        | 4½ из 7                                    | 3-4-е                        |
|                  | Турнир XIX категории | Дос-Эрманас (Испания)         | 5½ из 9                                    | 3-4-е                        |
|                  | Турнир XVIII категории | Дортмунд (Германия)           | 7 из 9                                     | 1-2-е                        |
|                  | Турнир по быстрым шахматам серии «Гран-При» ПША. Финальный матч с Г. Каспаровым                                                               | Женева (Швейцария)            | 2½ : 1½                                    | Победа Ананда                |
|                  | Турнир XXI категории | Лас-Пальмас (Испания)         | 5½ из 10                                   | 2-е                          |
| 1997             | Турнир XVIII категории | Линарес (Испания)             | 5½ из 11                                   | 6-е                          |
|                  | Турнир — быстрые шахматы и вслепую | Монако                        | 8+7½=15½ из 22                             | 1-е                          |
|                  | Турнир XIX категории | Дос-Эрманас (Испания)         | 6 из 9                                     | 1-2-е                        |
|                  | Матч с Мигелем Ильескасом | Леон (Испания)                | 4½ : 1½                                    | Победа Ананда                |
|                  | Турнир по быстрым шахматам Chess Classics 1997                                                                                                | Франкфурт (Германия)          | 4½ из 6                                    | 1-е                          |
|                  | Финальный матч по быстрым шахматам с А. Карповым                                                                                              | Франкфурт (Германия)          | 3:1                                        | Победа Ананда                |
|                  | Турнир XVIII категории | Дортмунд (Германия)           | 5½ из 9                                    | 2-е                          |
|                  | Турнир XVII категории | Биль (Швейцария)              | 7 из 10                                    | 1-е                          |
|                  | Турнир XVIII категории | Белград (Югославия)           | 6 из 9                                     | 1-2-е                        |
|                  | Нокаут-чемпионат мира ФИДЕ | Гронинген (Нидерланды)        | 15½ из 23                                  | 1-е                          |
| 1998             | Финал нокаут-чемпионата мира ФИДЕ с А. Карповым                                                                                               | Лозанна (Швейцария)           | 3:3 (0:2 — в доп. Партиях)                 | Победа Карпова               |
|                  | Турнир XVII категории | Вейк-ан-Зее (Нидерланды)      | 8½ из 13                                   | 1-2-е                        |
|                  | Турнир XXI категории | Линарес (Испания)             | 7½ из 12                                   | 1-е                          |
|                  | Турнир — быстрые шахматы и вслепую | Монако                        | 5+7=12 из 22                               | 4-е                          |
|                  | Турнир XVII категории | Мадрид (Испания)              | 6½ из 9                                    | 1-е                          |
|                  | Микро-матч по быстрым шахматам с компьютерной программой Fritz 5                                                                              | Франкфурт (Германия)          | 1½ : 0½                                    | Победа Ананда                |
|                  | Турнир по быстрым шахматам «Chess Classics Giants rapid» (участники: Каспаров, Крамник, Иванчук). Финал с В. Крамником                        | Франкфурт (Германия)          | 2 : 2 — быстрые, 2 : 1 — блиц              | Победа Ананда                |
|                  | Турнир XVIII категории | Дортмунд (Германия)           | 4 из 9                                     | 6-8-е                        |
|                  | Микро-матч по быстрым шахматам с компьютерной программой Rebel 10                                                                             | Искья (Италия)                | 1½ : 0½                                    | Победа Ананда                |
|                  | Турнир по быстрым шахматам | Вильярробледо (Испания)       | 8 из 9                                     | 1-е                          |
|                  | Турнир XVIII категории | Тилбург (Нидерланды)          | 7½ из 11                                   | 1-е                          |
|                  | Турнир по быстрым шахматам «Haifa act rapid»                                                                                                  | Хайфа (Израиль)               | 2½ из 3                                    | 3-е                          |
| 1999             | Турнир XVII категории | Вейк-ан-Зее (Нидерланды)      | 9½ из 13                                   | 2-е                          |
|                  | Турнир XX категории | Линарес (Испания)             | 8 из 14                                    | 2-3-е                        |
|                  | Турнир — быстрые шахматы и вслепую | Монако                        | 7½+4=11½ из 22                             | 4-5-е                        |
|                  | Турнир XVIII категории | Дос-Эрманас (Испания)         | 3½ из 9                                    | 8-10-е                       |
|                  | Матч по продвинутым шахматам с А. Карповым | Леон (Испания)                | 5 : 1                                      | Победа Ананда                |
|                  | Турнир по быстрым шахматам «Siemens Giants rapid» (участники: Каспаров, Крамник, Карпов)                                                      | Франкфурт (Германия)          | 6 из 12                                    | 2—3-е                        |
|                  | Матч по быстрым шахматам с компьютерной программой Fritz 6                                                                                    | Франкфурт (Германия)          | 2½ : 1½                                    | Победа Ананда                |
|                  | Турнир XIX категории | Дортмунд (Германия)           | 4 из 7                                     | 3-5-е                        |
| 2000             | Турнир XVIII категории | Вейк-ан-Зее (Нидерланды)      | 8 из 13                                    | 2-4-е                        |
|                  | Турнир по быстрым шахматам «Wydra Memorial rapidplay»                                                                                         | Хайфа (Израиль)               | 9½ из 14                                   | 1-е                          |
|                  | Турнир XXI категории | Линарес (Испания)             | 4½ из 10                                   | 3-6-е                        |
|                  | Турнир — быстрые шахматы и вслепую | Монако                        | 5½+7=12½ из 22                             | 5-е                          |
|                  | Турнир по быстрым шахматам «Chess@iceland-B rapid»                                                                                            | Копавогур (Исландия)          | 4 из 5                                     | 1-е                          |
|                  | Турнир по продвинутым шахматам. Финал с А. Шировым                                                                                            | Леон (Испания)                | 1½ : 0½                                    | Победа Ананда                |
|                  | Матч по быстрым продвинутым шахматам с Ю. Полгар                                                                                              | Леон (Испания)                | 1½ : 0½                                    | Победа Ананда                |
|                  | Турнир по быстрым шахматам «Fujitsu Siemens Giants Chess» (участники: Каспаров, Крамник, Широв, Леко, Морозевич)                              | Франкфурт (Германия)          | 7½ из 10                                   | 1-е                          |
|                  | Турнир XVII категории | Дортмунд (Германия)           | 6 из 9                                     | 1-2-е                        |
|                  | Кубок мира ФИДЕ. Финал с Е. Бареевым | Шэньян (Китай)                | 1½ : 0½                                    | Победа Ананда                |
|                  | Турнир по быстрым шахматам | Бастия (Франция)              | 6 из 7                                     | 1-е                          |
|                  | Турнир по быстрым шахматам «Corsica Masters»                                                                                                  | Корсика (Франция)             | 5½ из 6                                    | 1-е                          |
|                  | Нокаут-чемпионата мира ФИДЕ. Финал с Алексеем Шировым                                                                                         | Дели (Индия) — Тегеран (Иран) | 3½ : 0½                                    | Победа Ананда                |
| 2001             | Турнир XIX категории | Вейк-ан-Зее (Нидерланды)      | 8½ из 13                                   | 2-е                          |
|                  | Турнир — быстрые шахматы и вслепую | Монако                        | 6½+7=13½ из 22                             | 3-е                          |
|                  | Турнир XVIII категории | Мерида (Мексика)              | 4½ из 6                                    | 1-е                          |
|                  | Турнир по продвинутым шахматам. Финал с А. Шировым                                                                                            | Леон (Испания)                | 2½ : 1½                                    | Победа Ананда                |
|                  | Турнир XVII категории | Дортмунд (Германия)           | 3 из 9                                     | 6-е                          |
|                  | Матч по быстрым шахматам с В. Крамником | Майнц (Германия)              | 5:5 (1½ : 0½ — в доп. партиях)             | Победа Ананда                |
|                  | Турнир по быстрым шахматам | Вильярробледо (Испания)       | 7½ из 9                                    | 1-е                          |
|                  | Турнир по быстрым шахматам «Corsica Masters». Финал с А. Черниным                                                                             | Корсика (Франция)             | 1½ : 1½                                    |                              |
|                  | Нокаут-чемпионат мира ФИДЕ. Полуфинал с В. Иванчуком                                                                                          | Москва                        | 1½ : 2½                                    | Победа Иванчука              |
| 2002             | Турнир XX категории | Линарес (Испания)             | 6 из 12                                    | 3-5-е                        |
|                  | Супертурнир по быстрым шахматам «Eurotel Trophy rapid» (участвовали все сильнейшие: Иванчук, Каспаров, Крамник, Топалов). Финал с А. Карповым | Прага (Чехия)                 | 1½ : 0½                                    | Победа Ананда                |
|                  | Матч по продвинутым шахматам с В. Крамником                                                                                                   | Леон (Испания)                | 2½ : 3½                                    | Победа Крамника              |
|                  | Матч по быстрым шахматам с Р. Пономарёвым («Duel of the World Champions»)                                                                     | Майнц (Германия)              | 4½ : 3½                                    | Победа Ананда                |
|                  | Кубок мира ФИДЕ. Финал с Р. Касымджановым | Шэньян (Китай)                | 1½ : 0½                                    | Победа Ананда                |
|                  | Турнир по быстрым шахматам «Corsica Masters». Финал с А. Карповым                                                                             | Бастия (Франция)              | 4:2                                        | Победа Ананда                |
| 2003             | Турнир XVIII категории | Вейк-ан-Зее (Нидерланды)      | 8½ из 13                                   | 1-е                          |
|                  | Турнир XX категории | Линарес (Испания)             | 6½ из 12                                   | 3-4-е                        |
|                  | Турнир — быстрые шахматы и вслепую | Монако                        | 7+7½=14½ из 22                             | 1-е                          |
|                  | Турнир по быстрым шахматам «Middelfart SIS-MH Masters»                                                                                        | Миддельфарт (Дания)           | 5½ из 6                                    | 1-е                          |
|                  | Турнир XVIII категории | Дортмунд (Германия)           | 5½ из 10                                   | 2-3-е                        |
|                  | Матч по быстрым шахматам с Ю. Полгар | Майнц (Германия)              | 5:3                                        | Победа Ананда                |
|                  | Чемпионат мира по быстрым шахматам. Финал с В. Крамником                                                                                      | Кап д’Аг (Франция)            | 1½ : 0½                                    | Победа Ананда                |
|                  | Турнир по быстрым шахматам «Corsica Masters». Финал с В. Топаловым                                                                            | Бастия (Франция)              | 4:2                                        | Победа Ананда                |
|                  | Турнир по быстрым шахматам «Benidorm Bali rapid 2003»                                                                                         | Бенидорм (Испания)            | 6½ из 10                                   | 2—3-е место                  |
| 2004             | Турнир XVIII категории | Вейк-ан-Зее (Нидерланды)      | 8½ из 13                                   | 1-е                          |
|                  | Турнир — быстрые шахматы и вслепую | Монако                        | 7½ + 6 = 13½ из 22                         | 3-е                          |
|                  | Турнир XVIII категории | Дортмунд (Германия)           | 4 из 6                                     | 1-е                          |
|                  | Турнир четырёх по быстрым шахматам. Матч в финале с В. Крамником                                                                              | Дортмунд (Германия)           | 2½ : 1½                                    | Победа Ананда                |
|                  | Матч по быстрым шахматам с А. Шировым | Майнц (Германия)              | 5 : 3                                      | Победа Ананда                |
|                  | Турнир по быстрым шахматам | Сан-Паулу (Бразилия)          | 8½ из 10                                   | 1-е                          |
|                  | Турнир по быстрым шахматам | Бастия (Франция)              | 7½ из 8                                    | 1-е                          |
|                  | Турнир по быстрым шахматам «Keres Memorial»                                                                                                   | Таллин (Эстония)              | 5 из 5                                     | 1-е                          |
| 2005             | Турнир XIX категории | Вейк-ан-Зее (Нидерланды)      | 8 из 13                                    | 2-е                          |
|                  | Турнир XX категории «MTel Masters» | София (Болгария)              | 5½ из 10                                   | 2-е                          |
|                  | Турнир XX категории | Линарес (Испания)             | 6½ из 12                                   | 3-е                          |
|                  | Турнир — быстрые шахматы и вслепую | Монако                        | 8 + 7½ = 15½ из 22                         | 1-е                          |
|                  | Турнир четырёх по быстрым шахматам | Леон (Испания)                | 5½ из 8                                    | 1-е                          |
|                  | Матч по быстрым шахматам с А. Грищуком | Майнц (Германия)              | 5 : 3                                      | Победа Ананда                |
|                  | Чемпионат мира ФИДЕ. Супертурнир XX категории                                                                                                 | Сан-Луис (Мексика)            | 8½ из 14                                   | 2—3-е                        |
|                  | Турнир по быстрым шахматам «Venaco» | Венако (Испания)              | 4½ из 5                                    | 1-е                          |
|                  | Турнир по быстрым шахматам «Corsica Masters»                                                                                                  | Аяччо (Франция)               | 7½ из 11                                   | 2-е                          |
| 2006             | Турнир XIX категории | Вейк-ан-Зее (Нидерланды)      | 9 из 13                                    | 1-е                          |
|                  | Турнир — быстрые шахматы и вслепую | Монако                        | 8 + 6½ = 14½ из 22                         | 1—2-е                        |
|                  | Турнир XX категории «MTel Masters» | София (Болгария)              | 5½ из 10                                   | 3-е                          |
|                  | Турнир четырёх по быстрым шахматам | Леон                          | 7 из 12                                    | 1-е                          |
|                  | Турнир по быстрым шахматам | Вильярробледо (Испания)       | 7½ из 9                                    | 1-е                          |
|                  | Матч по быстрым шахматам с Т. Раджабовым | Майнц (Германия)              | 5 : 3                                      | Победа Ананда                |
|                  | Турнир по быстрым шахматам «Corcica Masters»                                                                                                  | Бастия (Франция)              | 6 из 8                                     | 2-е                          |
| 2007             | Турнир XIX категории | Вейк-ан-Зее                   | 7½ из 13                                   | 5-е                          |
|                  | Турнир XX категории | Морелия, Линарес              | 8½ из 14                                   | 1-е                          |
|                  | Турнир — быстрые шахматы и вслепую | Монако                        | 8½ + 5 = 13½ из 22                         | 2-е                          |
|                  | Турнир по быстрым шахматам | Калатрава                     | 7 из 9                                     | 2—4-е                        |
|                  | Турнир XX категории | Дортмунд                      | 4 из 7                                     | 2—4-е                        |
|                  | Турнир четырёх по быстрым шахматам | Леон                          | 6 из 8                                     | 1-е                          |
|                  | Матч по быстрым шахматам с Л. Ароняном | Майнц (Германия)              | 2½ : 1½                                    | Победа Ананда                |
|                  | Чемпионат мира по шахматам 960 | Майнц (Германия)              | 4 из 6                                     | 2-е                          |
|                  | Чемпионат мира (супертурнир XXI-й категории)                                                                                                  | Мехико (Мексика)              | 9 из 14                                    | 1-е, чемпион мира            |
|                  | Микро-матч с В. Крамником по «продвинутым» быстрым шахматам                                                                                   | Москва (Россия)               | 1:1                                        | Ничья                        |
| 2008             | Турнир XX категории | Вейк-ан-Зее                   | 7½ из 13                                   | 3—4-е                        |
| 2008             | Турнир XXI категории | Морелия — Линарес             | 8½ из 14                                   | 1-е                          |
| 2008             | Турнир — быстрые шахматы и вслепую | Монако                        | 5+6=11 из 22                               | 6—8-е                        |
| 2008             | Матч по быстрым шахматам с М. Карлсеном | Майнц (Германия)              | 3:1                                        | Победа Ананда                |
| 2008             | Турнир XXI категории | Бильбао                       | 4 из 10                                    | 6-е                          |
| 2008             | Матч за звание чемпиона мира (претендент — В. Крамник).                                                                                       | Бонн                          | +3 −1 =7                                   | Удержал звание чемпиона мира |
| 2009             | Турнир XX категории | Линарес (Испания)             | 7 из 14                                    | 4-е                          |
| 2009             | Турнир — быстрые шахматы и вслепую | Монако                        | 7+6½=13½ из 22                             | 2—3-е                        |
| 2009             | Микро-матч по быстрым шахматам с И. Моровичем                                                                                                 | Сантьяго (Чили)               | 2:0                                        | Победа Ананда                |
| 2009             | Матч по быстрым шахматам с Петером Леко (июнь)                                                                                                | Мишкольц (Венгрия)            | 5:3                                        | Победа Ананда                |
| 2009             | Турнир по быстрым шахматам | Майнц (Германия)              | 4½ из 10                                   | 3-е                          |
| 2009             | «Чемпионский» турнир по быстрым шахматам | Цюрих (Швейцария)             | 4½ из 7                                    | 2-е                          |
| 2009             | Матч по быстрым шахматам с Анатолием Карповым (октябрь — ноябрь)                                                                              | Бастия и Аяччо (Франция)      | 3½ : 0½                                    | Победа Ананда                |
| 2009             | Мемориал Таля, XXI категория (ноябрь) | Москва                        | 5 из 9                                     | 4—5-е                        |
| 2010             | Турнир XIX категории | Вейк-ан-Зее                   | 7½ из 13 (+2 — 0 = 11)                     | 4—5-е                        |
| 2010             | Матч за звание чемпиона мира (претендент — В. Топалов).                                                                                       | София (Болгария)              | +3 −2 =7                                   | Удержал звание чемпиона мира |
| 2010             | Турнир по быстрым шахматам | Кристиансунд (Норвегия)       | 5½ из 8                                    | 2-е                          |
| 2010             | Турнир XXII категории | Бильбао (Испания)             | 3½ из 6 (+1- 0 =5)                         | 2-е                          |
| 2010             | Турнир XXI категории | Нанкин (Китай)                | 6 из 10 (+3 — 1 =6)                        | 2-е                          |
| 2010             | Турнир XIX категории | Лондон (Великобритания)       | 4½ из 7 (+2 — 0 =5)                        | 1 — 3-е                      |
| 2011             | Турнир XX категории | Вейк-ан-Зее                   | 8½ из 13 (+4 — 0 = 9)                      | 2-е                          |
| 2011             | Турнир — быстрые шахматы и вслепую | Монако                        | 6+7=13 из 22                               | 3-е                          |
| 2011             | Матч по быстрым шахматам с Рустамом Касымджановым (март)                                                                                      | Ташкент (Узбекистан)          | 3½ : 0½                                    | Победа Ананда                |
| 2011             | Матч по быстрым шахматам с Алексеем Шировым (июнь)                                                                                            | Леон                          | 4½ : 1½                                    | Победа Ананда                |
| 2012             | Матч за звание чемпиона мира с Борисом Гельфандом                                                                                             | Москва(Россия)                | 6:6 (+1 −1 =10), тайбрейк 2½:1½ (+1 −0 =3) | Удержал звание чемпиона мира |
| 7-28 ноября 2013 | Матч за звание чемпиона мира с Магнусом Карлсеном                                                                                             | Ченнаи (Индия)                | 3½:6½ (+0 −3 =7)                           | Поражение Ананда             |
| 7-28 ноября 2014 | Матч за звание чемпиона мира с Магнусом Карлсеном                                                                                             | Сочи (Россия)                 | 4½:6½ (+1 −3 =8)                           | Поражение Ананда             |

## Статистика встреч с оппонентами
Использована база данных «Mega Database 2010», в которой обсчитаны все партии (классические, быстрые, вслепую).
| Оппонент               | Набрано очков Анандом | Всего партий | Общий баланс |
| ---------------------- | --------------------- | ------------ | ------------ |
| Владимир Крамник       | 79                    | 149          | + 9          |
| Василий Иванчук        | 65                    | 118          | + 12         |
| Анатолий Карпов        | 59,5                  | 96           | + 23         |
| Веселин Топалов        | 55,5                  | 99           | + 12         |
| Петер Леко             | 51                    | 85           | + 17         |
| Алексей Широв          | 54,5                  | 86           | + 23         |
| Гарри Каспаров         | 29,5                  | 78           | - 19         |
| Майкл Адамс            | 47,5                  | 74           | + 21         |
| Борис Гельфанд         | 38,5                  | 67           | + 10         |
| Юдит Полгар            | 39                    | 58           | + 20         |
| Гата Камский           | 24                    | 46           | + 2          |
| Петр Свидлер           | 27                    | 43           | + 11         |
| Йерон Пикет            | 26,5                  | 41           | + 12         |
| Левон Аронян           | 19                    | 42           | - 4          |
| Александр Морозевич    | 22                    | 39           | + 5          |
| Люк Ван Велли          | 28,5                  | 39           | + 18         |
| Магнус Карлсен         | 25,5                  | 46           | + 5          |
| Теймур Раджабов        | 20                    | 33           | + 7          |
| Александр Халифман     | 23                    | 32           | + 14         |
| Любомир Любоевич       | 22                    | 32           | + 12         |
| Руслан Пономарев       | 19,5                  | 32           | + 7          |
| Жоэль Лотье            | 18                    | 26           | + 10         |
| Евгений Бареев         | 17,5                  | 26           | + 9          |
| Ян Тимман              | 17                    | 24           | + 10         |
| Александр Грищук       | 13                    | 24           | + 2          |
| Алексей Дреев          | 14                    | 23           | + 5          |
| Предраг Николич        | 18                    | 22           | + 14         |
| Рустам Касымджанов     | 15,5                  | 22           | + 9          |
| Франциско Вальехо Понс | 15                    | 22           | + 8          |
| Найджел Шорт           | 13,5                  | 24           | + 3          |
| Аркадий Найдич         | 13                    | 20           | + 6          |
| Артур Юсупов           | 11,5                  | 18           | + 5          |
| Ван Юэ                 | 4,5                   | 6            | + 3          |
| Ли Чао                 | 2                     | 4            | = 0          |
| Этьен Бакро            | 11                    | 14           | + 8          |
| Лоран Фрессине         | 3                     | 4            | + 2          |
| Фабиано Каруана        | 39                    | 80           | + 1          |

## Изменения рейтинга
| График не отображается по техническим причинам. Чтобы исправить это, воспроизведите график в новом формате, если это возможно. |

## Награды
- Падма Вибхушан (2007).
- Падма Бхушан (2000).
- Падма Шри (1987)[21].
- Орден Дружбы (4 июня 2014 года, Россия) — за большой вклад в укрепление дружбы и сотрудничества с Российской Федерацией, развитие экономических, научных и культурных связей[22].